# Zoraida parvalata
Zoraida parvalata är en insektsart som beskrevs av Van Stalle 1988. Zoraida parvalata ingår i släktet Zoraida och familjen Derbidae. Inga underarter finns listade.